# Pagar Alam (Padang Guci Hulu)
Pagar Alam is een bestuurslaag in het regentschap Kaur van de provincie Bengkulu, Indonesië. Pagar Alam telt 730 inwoners (volkstelling 2010).